# .454 Casull

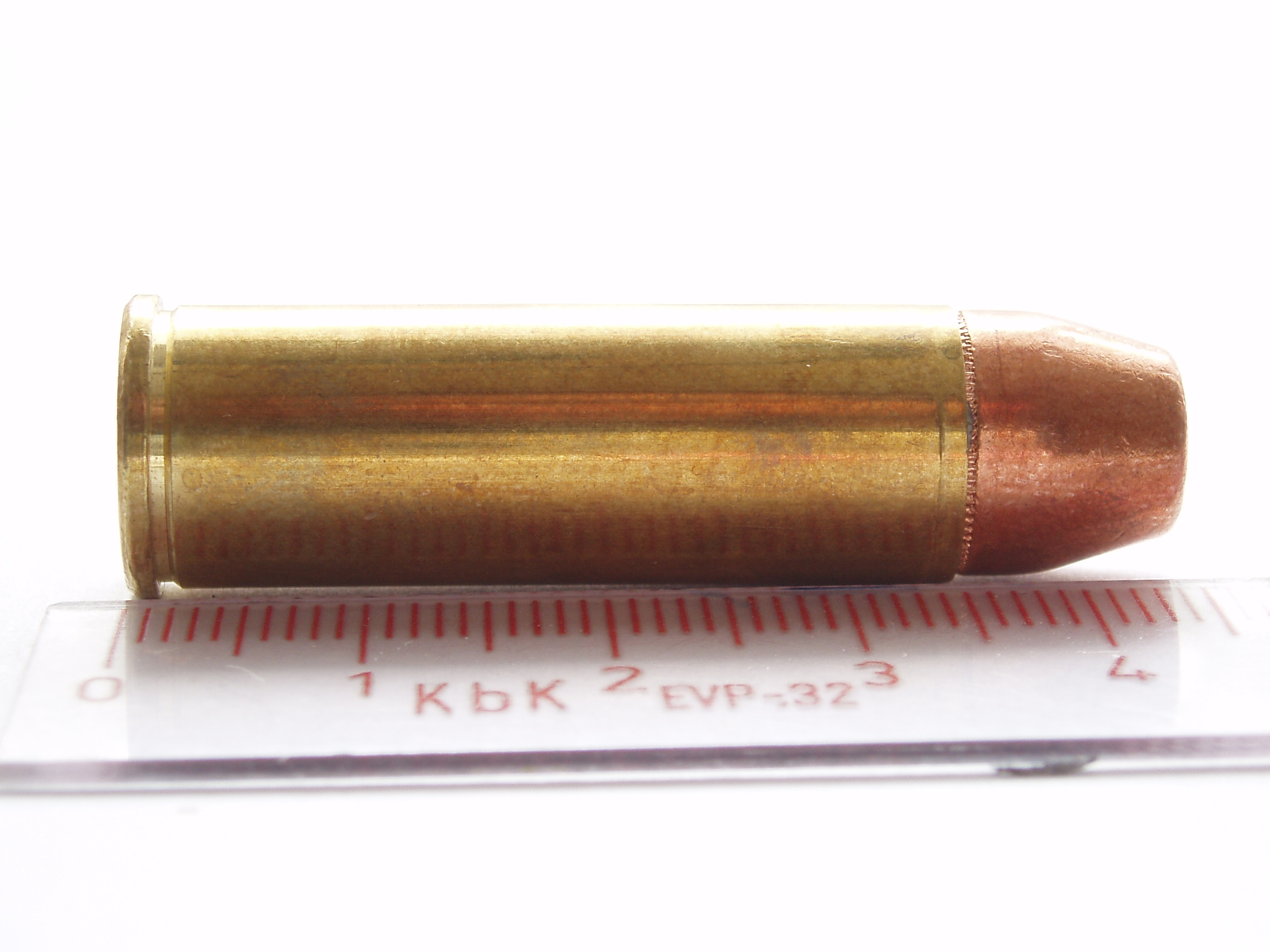
Набій .454 Casull

.454 Casull — револьверний набій, розроблений у 1957 році Діком Касуллом і Джеком Фалмером. Уперше анонсований у листопаді 1959 року в журналі Guns and Ammo. Базовим дизайном був видовжений і структурно покращений .45 Colt. Набої .45 Colt  можуть увійти в камору .454 Casull, але протилежне неможливо через більшу довжину .454 Casull. Патрони Casull використовують малі рушничні ударні капсулі, а не більші пістолетні капсулі, тому що в гільзі під час пострілу виникає дуже високий тиск в 410 МПа. .454 Casull може вистрілити кулю вагою 16 грам зі швидкістю більше 580 м/с, з енергією понад 2700 Дж.
До розробки .460 Smith and Wesson і .500 Smith and Wesson і запуску їх у виробництво .454 Casull був найпотужнішим пістолетним набоєм.

## Згадка у фільмах та іграх
У кінофільмі Харлі Девідсон і ковбой Мальборо, Харлі Девідсон використовує до самого кінця фільму Ruger Blackhawk з калібром .454 Casull.
В аніме Хеллсінг головний герой Алукард використовує особливо видовжений пістолет «Joshua» з гравіюванням Hellsing ARMS .454 Casull Auto, розроблений для убивства вампірів та іншої нечисті, який набивається модифікацією .454 Casull — розривні металеві кулі із срібним ядром, витопленими із срібного хреста Ланкастерського Собору.
Сім'я Касулл в аніме Scrapped Princess названа за однойменним набоєм.
У грі Fallout Tactics гравець може знайти Casull Revolver, але він використовує стандартні .45 набої.